# Francesco Corradini (Medailleur)
Francesco Corradini (* in Modena) war ein italienischer Medailleur des 15. Jahrhunderts.
Über die genauen Lebensdaten und die Lebensumstände Corradinis ist nichts bekannt. Von ihm stammt eine Schaumünze auf Ercole d’Este, die ein Porträt d’Estes und eine Abbildung des Herkules neben drei im Meer stehenden Säulen zeigt. Weiterhin wurden ihm eine Schaumünze auf Antonio Pisanello und eine weitere auf Dante Alighieri zugeschrieben, beide Zuschreibungen sind jedoch zweifelhaft.